# Bataille de Radcot Bridge
La bataille de Radcot Bridge se déroula le 19 décembre 1387 autour du pont de Radcot sur la Tamise, dans l’Oxfordshire, en Angleterre. Au cours de cette bataille, les troupes loyales à Richard II d'Angleterre, menées par Robert de Vere, furent dispersées par l’armée de Henri Bolingbroke, comte de Derby.

## La politique indépendante de Richard II
Depuis qu’il a su faire preuve de courage et de fermeté lors de la révolte des paysans en 1381, Richard II commence à prendre son indépendance politique vis-à-vis de ses oncles Jean de Gand et Thomas de Woodstock. Richard s’appuie sur des conseillers qui lui sont fidèles et limite l’implication des nobles dans la politique du royaume.
Michael de la Pole a la confiance du roi et s’implique de plus en plus à la cour et au gouvernement au fur et à mesure que Richard devient en âge de gouverner. Ce fils de commerçants ambitieux est fait lord chancelier par Richard en 1383, puis comte de Suffolk deux ans plus tard, ce qui contrarie la noblesse de l’époque. 
Un autre proche du roi est Robert de Vere, comte d'Oxford, le neveu d'Aubrey de Vere. Il apparaît comme le favori du roi à ce moment. Le lignage de De Vere, bien que très ancien, est relativement modeste au sein de la noblesse anglaise et son amitié avec le roi n’est pas non plus appréciée par les autres nobles. Ce mécontentement est exacerbé par l’élévation de De Vere au nouveau rang de duc d'Irlande en 1386. Le chroniqueur Thomas Walsingham suggère que la relation entre le roi et De Vere était de nature homosexuelle.
Les relations entre Richard et son oncle se détériorent rapidement au gré des déboires militaires en France et en Écosse. La victoire portugaise sur les castillans à Aljubarrota ouvre de nouvelles perspectives à Jean de Gand et donne au roi d'Angleterre l’occasion d’éloigner son puissant oncle. Le 8 mars 1386, Richard le reconnaît comme roi de Castille à charge pour lui de la conquérir. Gand quitte l’Angleterre le 9 juillet à la tête de 7 000 hommes. Avec son départ, Thomas de Woodstock, devenu duc de Gloucester, et Richard FitzAlan, 11e comte d'Arundel, deviennent les chefs non officiels des opposants au roi et à ses courtisans.

## Le conflit entre Richard et lesLords Appellant
En envoyant une expédition en Castille, l’Angleterre prend le risque de déclencher un conflit majeur avec la France. Charles VI ne manque pas cette occasion de préparer une forte armée, et la menace d’une invasion française prend de l’ampleur en 1386. Elle n’a finalement jamais lieu, sur conseil du duc de Berry, oncle du roi de France. Au cours de la session parlementaire d’octobre 1386, Michael de la Pole — en tant que lord chancelier — demande une taxation d’un niveau sans précédent pour assurer la défense du royaume. Plutôt que de consentir à sa requête, le parlement demande la démission du chancelier comme condition nécessaire avant de répondre à une quelconque demande. On présume que cette assemblée, qui sera connue plus tard sous le nom d’« Admirable Parlement », travaillait avec le soutien de Woodstock et FitzAlan. Le roi rejette dans un premier temps cette demande. Ce n’est que lorsqu’il est menacé de destitution qu’il est forcé d’accepter, laissant partir de la Pole. Celui-ci est jugé et condamné pour divers chefs d’accusations, parmi lesquels des mauvaises utilisations de fonds ou des fraudes. Une commission est chargée de revoir et contrôler les finances royales pour un an.
Richard est profondément perturbé par cet affront fait à son autorité royale. De février à novembre 1387, il se lance dans une grande campagne dans le pays pour rassembler des soutiens autour de lui. En établissant Robert de Vere juge de Chester, il pose les fondements d’un pouvoir militaire loyal dans le Cheshire. Il assure également la légitimité du juge en chef Robert Tresilian, qui soutient le roi dans l’idée que le parlement a agi dans l’illégalité et avec traîtrise.
À son retour à Londres, le roi se retrouve confronté à Woodstock, FitzAlan et Thomas de Beauchamp, 12e comte de Warwick, qui accusent de trahison de la Pole, de Vere, Tresilian et deux autres loyalistes : le maire de Londres Nicolas Brembre, et Alexandre Neville, l’archevêque de York. Ils les accusent notamment d’avoir conseillé au roi de traiter avec la France, et de lui livrer Calais. Ces accusations ne semblent pas fondées, mais elles permettent aux opposants au roi de s’assurer le soutien du peuple, qui déjà n’apprécie guère certains des favoris du roi et est enclin à croire à ces accusations.

## La bataille
Richard cherche à gagner du temps dans les négociations, espérant une arrivée de De Vere en provenance du Cheshire avec des renforts militaires. Les trois comtes unissent alors leurs forces avec Henri Bolingbroke, comte de Derby, fils de Jean de Gand et futur roi Henri IV, et Thomas de Mowbray, comte de Nottingham — ce groupe est connu sous le nom des « Lords Appellant ». 
Le 19 décembre 1387, Bolingbroke intercepte de Vere à Radcot Bridge, et le contraint à engager le combat. De Vere échoue à s’emparer du pont qui traverse la Tamise et s’enfuit en France. Apprenant la défection de son commandant, l’armée royale se rend à Bolingbroke. La bataille elle-même n’aurait fait que trois morts.

## L’affaiblissement politique de Richard
Richard quitte en hâte Westminster pour Londres et se barricade dans la Tour. Le 27 décembre, l’armée des Lords Appellant atteint la Tour et force Richard à se rendre. Lorsque Richard et les Lords se rencontrent, ils s’emparent de sa personne et menacent de l’exécuter pour ses négociations avec la France. 
Richard n’a alors plus de recours possible et doit accepter les demandes de ses opposants. Brembre et Tresilian sont condamnés et exécutés, tandis que de Vere et de la Pole — qui a désormais lui aussi quitté le pays — sont condamnés à mort par contumace lors de l’« Impitoyable Parlement » de février 1388. L’archevêque Neville, en tant qu’homme d’Église, est privé de ses biens temporels, également condamné par contumace. Mais les Appellant vont encore plus loin et des chevaliers de Richard sont également exécutés, parmi lesquels Simon de Burley. Ils parviennent ainsi à briser intégralement le cercle de favoris autour du roi.